# Washington State University
Washington State University (forkortes WSU) er et amerikansk universitet i den nordvestlige delstat Washington. 
Universitetet blev oprettet i 1890 og i dag afdelinger i byerne Spokane, Tri-Cities og Vancouver med i alt 23.428 studerende indskrevet (pr. 2006). Hovedcampusen ligger i byen Pullman i den østlige del af staten.
WSU har bl.a. samarbejdsaftaler med Aarhus Universitet og Københavns Universitet og deltager i universitetssport, og er medlem af Pacific-10 Conference, som består af de 10 største universiteter i staterne Washington, Oregon, Californien og Arizona. 
Maskotten er en bjergløve (eng. "cougar") og deraf navnet "Cougars" om sportsholdene. Universitetet satser særligt på football- og basketball-holdene.
Den fremtrædende danske politiker Svend Auken studerede på universitetet 1961-62.